# Mecanica Mârșa
Mecanica Mârșa este o companie producătoare de accesorii și piese de schimb pentru autoturisme din România.
A fost privatizată în anul 2004.
Cunoscută ca fabricant de produse pentru industria de apărare și autovehicule speciale de transport, UM Mârșa a renunțat la producția de tehnică militară, concentrându-și activitățile în domeniul fabricării de caroserii, containere, construcții metalice, remorci și semiremorci.
SIF Transilvania deține 10,89% din acțiunile Mecanica Mârșa, iar Asociația Salariaților controlează firma cu 85,7% din acțiuni.
Cifra de afaceri:
- 2008: 22,3 milioane lei[1]
- 2007: 27 milioane lei[1]

Realizări
1. ASPF-54 - autotren transport utilaj petrolier
2. BC95-45B.42CR - autobasculantă de 55 tone
3. BC178-90 B 42 DE - autobasculantă diesel electrică de 110 tone
4. DAC.615.0.10IF - încărcător frontal
5. DAC48-36 -
6. DAC80-57 -
7. AMT1250 - autoșasiu pentru automacarale
8. RTE9 - remorcă pentru transport excepțional
9. ASB300 - autotren cu basculantă basculantă
10. DAC 120 DE - autobasculantă de carieră